# Clara Zetkin
 Der er for få eller ingen kildehenvisninger i denne artikel, hvilket er et problem. Du kan hjælpe ved at angive troværdige kilder til de påstande, som fremføres i artiklen.

Clara Eissner, bedre kendt under sin samlevers navn: Clara Zetkin (født 5. juli 1857 i Königshain-Wiederau, død 20. juni 1933 i Archangelskoje nær Moskva) var en indflydelsesrig tysk, revolutionær kommunist og forkæmper for kvinders rettigheder.

## Levnedsløb
Clara Zetkin uddannede sig som lærer på et privat seminarium i Leipzig, og fra 1874 fik hun kontakt til kvinde- og arbejderbevægelsen.
På grund af den såkaldte "socialistlov", der var gældende i Tyskland mellem 1878 og 1890, og som forbød socialdemokratiske aktiviteter uden for landdagene og rigsdagen, måtte Zetkin gå i eksil i 1882, først til Zürich og senere til Paris. Der levede hun sammen med en russisk revolutionær, Ossip Zetkin, som hun fik to sønner med, og hvis navn hun antog. Ossip Zetkin døde i 1889, og i efteråret 1890 vendte familien tilbage til Tyskland.
I 1899 giftede hun sig som 42-årig med den 24-årige kunstmaler Friedrich Zundel, som hun dog måtte lade sig skille fra i 1928 efter langvarig fremmedhed mellem dem. På en international socialistkongres i Stuttgart i 1907 kom hun til at kende den russiske kommunist Vladimir Lenin, og ham fik hun et livslangt venskab med.

## Politisk arbejde
Indtil 1917 var hun aktiv inden for det tyske socialdemokrati (SPD), hvor hun tilhørte den revolutionære, marxistiske fløj. I protest mod borgfredspolitikken under den 1. verdenskrig tilsluttede hun sig det udspaltede venstrefløjsparti, USPD, i 1917. Der tilhørte hun de mest revolutionære, Spartakusgruppen (i 1916 omdøbt til Spartakusforbundet). Denne gruppe blev senere kernen i det tyske kommunistparti (KPD), hvor Zetkin havde stor indflydelse.
I årene mellem 1920 og 1933 var hun partiets repræsentant i Weimarrepublikkens rigsdag, men efter nazisternes magtovertagelse blev KPD forbudt, og Zetkin flygtede til Sovjetunionen.
Den 5. marts 1933 blev hun for sidste gang valgt til den tyske rigsdag, men da de kommunistiske mandater blev kasserede fik hun ikke en plads i rigsdagen denne gang.
Kvindernes internationale kampdag, der årligt markeres den 8. marts, opstod efter forslag fremsat af Clara Zetkin ved et møde i Folkets Hus på Jagtvej i København i 1910. 